# Главная синагога Одессы
Главная синагога Одессы — памятник архитектуры, истории и культуры в городе Одесса, Украина.
На 1855 год в Одессе было четыре синагоги и 34 молитвенных дома. Главная синагога расположена на пересечении улиц Еврейской и Ришельевской.

## История
В 1798 году в Одессе, в будущем административном центре Новороссийского генерал-губернаторства, был образован кагал (еврейская община), вслед за тем возникла синагога (на Еврейской улице), получившая впоследствии название «Главной синагоги» (наново построена в 1855 году). В другом источнике указано что Главная синагога Одессы была построена в 1850 году архитектором Ф. О. Моранди. На начало XX столетия бюджет Главной синагоги около 20 000 рублей в год.
Во времена Советского Союза (УССР) здание синагоги было передано Одесскому педагогическому институту, в нём был размещён факультет физической культуры. Внутренние помещения синагоги подверглись значительным изменениям: молитвенный зал был превращён в баскетбольный и разделён перекрытием на два этажа, боковые проёмы были закрыты, а балконы, предназначенные для женщин и хора, превращены в аудитории.
В 1996 году здание Главной синагоги было передано Одесской иудейской религиозной общине, и в сентябре 1996 года, на Рош Ха-Шана, евреи Одессы впервые за долгие года молились в главной синагоге города.
С 1996 года по 2008 год в здании был проведена реконструкция, восстановлена бима, построена миква. Сегодня здесь проводятся ежедневные и праздничные молитвы, собирающие несколько сотен прихожан. На большие праздники сюда приезжают не только одесситы, но и верующие иудеи из Белгорода-Днестровского, Черноморска, Измаила и других городов Украины.
В 1998 году при Главной синагоге Одессы была открыта иешива, действует религиозное учебное заведение для женатых мужчин — колель. При синагоге действует сеть образовательных программ, открыты школы, хедер, в 2003 году открыт Одесский еврейский университет.
9 марта 2008 года еврей из Великобритании, Ари Шиммел, в день своего 80-летия и бар-мицвы одного из внуков — Натаниэла, передал в дар Главной синагоге Одессы новый свиток Торы.
В июне 2008 года была завершена реставрация фасада синагоги.

## Архитектура
Фасад и внутренняя отделка двухэтажного здания главной синагоги города выдержаны в флорентийском стиле, смешанном с романским.

## В начале XXI века
В здании Главной синагоги располагаются приёмная Главного раввина Одессы и Одесской области, Шломо Бакшта и приёмная правления одесской Иудейской Религиозной общины (председатель общины рав Барух Марлатко, финансовый директор р. Рафаэль Крускаль), а также действует Одесский Еврейский университет.
Помимо этого в Главной синагоге Одессы расположена библиотека и читальные залы.